# Tanyochraethes cinereolus
Tanyochraethes cinereolus là một loài bọ cánh cứng trong họ Cerambycidae.